# Marcos Andrés López
Marcos Andrés López Cabrera, mais conhecido como Andrés López, (Cuenca, 4 de fevereiro de 1993) é um futebolista equatoriano que atua como lateral direito. Atualmente, joga pelo Universidad Católica.

## Carreira

### Categorias de base

#### Gualaceo
Andrés El Pollo López iniciou a sua carreira aos 11 anos de idade no Gualaceo Sporting Club.

#### Deportivo Cuenca
Graças a sua habilidade e suas boas atuações na base do Gualaceo, López foi contratado em 2007 pelo Deportivo Cuenca para atuar em suas divisões de base.

### Deportivo Cuenca
El Pollo López estreou profissionalmente em 2010, quando o treinador Luis Soler o colocou na segunda etapa da partida contra o El Nacional. Sua primeira partida completa foi contra o Barcelona de Guayaquil.

### Universidad Católica
Em 11 de dezembro de 2015, após não renovar com o Deportivo Cuenca e recusar proposta do Aucas, López aceitou a oferta da Universidad Católica e assinou um contrato válido por quatro anos.

## Seleção Equatoriana

### Sub-20
Disputou o Campeonato Sul-Americano Sub-20 de 2013 pela Seleção Equatoriana Sub-20.

### Principal
Foi convocado pelo primeira vez para a Seleção Equatoriana em 2017.

## Estatísticas
Até 27 de outubro de 2018.

### Clubes
| Clube                | Temporada         | Campeonato nacional | Campeonato nacional | Campeonato nacional | Copa nacional[a] | Copa nacional[a] | Copa nacional[a] | Competições continentais[b] | Competições continentais[b] | Competições continentais[b] | Outros torneios[c] | Outros torneios[c] | Outros torneios[c] | Total | Total | Total   |
| Clube                | Temporada         | Jogos               | Gols                | Assist.             | Jogos            | Gols             | Assist.          | Jogos                       | Gols                        | Assist.                     | Jogos              | Gols               | Assist.            | Jogos | Gols  | Assist. |
| -------------------- | ----------------- | ------------------- | ------------------- | ------------------- | ---------------- | ---------------- | ---------------- | --------------------------- | --------------------------- | --------------------------- | ------------------ | ------------------ | ------------------ | ----- | ----- | ------- |
| Deportivo Cuenca     | 2010              | 12                  | 1                   | 0                   | —                | —                | —                | —                           | —                           | —                           | —                  | —                  | —                  | 12    | 1     | 0       |
| Deportivo Cuenca     | 2011              | 44                  | 3                   | 0                   | —                | —                | —                | —                           | —                           | —                           | —                  | —                  | —                  | 44    | 3     | 0       |
| Deportivo Cuenca     | 2012              | 41                  | 1                   | 2                   | —                | —                | —                | —                           | —                           | —                           | —                  | —                  | —                  | 41    | 1     | 2       |
| Deportivo Cuenca     | 2013              | 40                  | 2                   | 2                   | —                | —                | —                | —                           | —                           | —                           | —                  | —                  | —                  | 40    | 2     | 2       |
| Deportivo Cuenca     | 2014              | 42                  | 4                   | 3                   | —                | —                | —                | —                           | —                           | —                           | —                  | —                  | —                  | 42    | 4     | 3       |
| Deportivo Cuenca     | 2015              | 42                  | 0                   | 5                   | —                | —                | —                | —                           | —                           | —                           | —                  | —                  | —                  | 42    | 0     | 5       |
| Deportivo Cuenca     | Total             | 221                 | 11                  | 12                  | 0                | 0                | 0                | 0                           | 0                           | 0                           | 0                  | 0                  | 0                  | 221   | 11    | 12      |
| Universidad Católica | 2016              | 44                  | 1                   | 8                   | —                | —                | —                | 2                           | 0                           | 0                           | —                  | —                  | —                  | 46    | 1     | 8       |
| Universidad Católica | 2017              | 43                  | 6                   | 5                   | —                | —                | —                | 4                           | 0                           | 1                           | —                  | —                  | —                  | 47    | 6     | 6       |
| Universidad Católica | 2018              | 38                  | 5                   | 11                  | —                | —                | —                | —                           | —                           | —                           | —                  | —                  | —                  | 38    | 5     | 11      |
| Universidad Católica | Total             | 125                 | 12                  | 24                  | 0                | 0                | 0                | 6                           | 0                           | 1                           | 0                  | 0                  | 0                  | 131   | 12    | 25      |
| Total na carreira    | Total na carreira | 346                 | 23                  | 36                  | 0                | 0                | 0                | 6                           | 0                           | 1                           | 0                  | 0                  | 0                  | 352   | 23    | 37      |

- a. ^ Jogos da Copa do Equador
- b. ^ Jogos da Copa Sul-Americana
- c. ^ Jogos d0 Amistoso

### Seleção Equatoriana
Abaixo estão listados todos jogos, gols e assistências do futebolista pela Seleção Equatoriana, desde as categorias de base. Abaixo da tabela, clique em expandir para ver a lista detalhada dos jogos de acordo com a categoria selecionada.
Sub-20
| Ano   |       |      |         |       |
| Ano   | Jogos | Gols | Assist. | Média |
| ----- | ----- | ---- | ------- | ----- |
| 2013  | 5     | 0    | 0       | 0     |
| Total | 5     | 0    | 0       | 0     |

Seleção principal
| Ano   |       |      |         |       |
| Ano   | Jogos | Gols | Assist. | Média |
| ----- | ----- | ---- | ------- | ----- |
| 2017  | 0     | 0    | 0       | 0     |
| Total | 0     | 0    | 0       | 0     |